# Dylan Ennis
Dylan Jonathan Howell Ennis McIntyre (Toronto, Ontario; 26 de diciembre de 1991) es un jugador de baloncesto canadiense de ascendencia jamaicana y con pasaporte serbio que juega en la posición de escolta en las filas del UCAM Murcia CB de la Liga Endesa.

## Trayectoria deportiva

### Universidad
Es un base nacido en Brampton (Ontario), que durante su etapa universitaria defendió los colores de Rice Owls (2011–2012), Villanova Wildcats (2013–2015) y Oregon Ducks (2015–2017). En su última temporada en la Universidad de Oregón llegó a participar en la última edición de la Final Four con los Ducks, con quienes promedió 10.9 puntos, 4.4 rebotes y 3.1 asistencias en 31.7 minutos por partido. 

### Profesional
Tras no ser drafteado en 2017, el base canadiense de pasaporte jamaicano debutó como profesional en Serbia en las filas del Mega Bemax en que jugó hasta diciembre de 2017, promediando 18.6 puntos, 4.6 rebotes y 5.4 asistencias para una media de 19.9 de valoración promedio en la ABA League.
En diciembre de 2017 ficha por el Estrella Roja de Belgrado.
En abril de 2018, firma por el Basket Zaragoza 2002.
En el verano del 2018 ficha por MoraBanc Andorra, equipo en el que anota 36 puntos y hace 48 de valoración en la cuarta jornada de la competición, récord histórico en el equipo andorrano.
En 2019 comenzó la temporada en el AS Mónaco, en diciembre se incorporó al Casademont Zaragoza, club en el que disputó dos temporadas.
El 13 de julio de 2021, firma por el Club Baloncesto Gran Canaria, equipo que juega en la Liga ACB.
El 13 de julio de 2022, firma como jugador del Galatasaray Doğa Sigorta de la Türkiye Basketbol 1. Ligi, en el que promedia 16.5 puntos por partido, 4.7 rebotes y 16.6 de valoración.
El 21 de junio de 2023, firma por el UCAM Murcia CB de la Liga Endesa.